# Rudolf Tirnthal
Rudolf Tirnthal (* 11. März 1925 in Mürzzuschlag; † 3. Februar 1991 ebenda) war ein österreichischer Politiker (SPÖ) und Industrieangestellter. Tirnthal war von 1970 bis 1979 Mitglied des Bundesrates und von 1979 bis 1986 Abgeordneter zum Nationalrat.

## Leben
Tirnthal besuchte nach der Pflichtschule ein Realgymnasium, das er 1943 mit der Matura abschloss. Er studierte vier Semester Chemie an der Universität Graz und war beruflich als Industrieangestellter, Meister sowie Betriebsleiter-Stellvertreter tätig. Daneben war er Betriebsratsobmann der Angestellten sowie Zentralbetriebsrat der Vereinigten Edelstahlwerke AG in Mürzzuschlag und wirkte innerparteilich als SPÖ-Bezirksobmann-Stellvertreter und Obmann der Stadtorganisation der SPÖ Mürzzuschlag. Des Weiteren war er Gemeinderat und Fraktionsobmann in Mürzzuschlag. Zwischen dem 14. Mai 1970 und dem 11. Mai 1979 vertrat er die SPÖ im Bundesrat, danach war vom 5. Juni 1979 bis zum 16. Dezember 1986 Abgeordneter zum Nationalrat.